# Čičmany
Čičmany este o comună slovacă, aflată în districtul Žilina din regiunea Žilina. Localitatea se află la altitudinea de 655 m deasupra n.m., se întinde pe o suprafață de 25,61 km2 și în 2017 număra 127 de locuitori. Se învecinează cu comuna Čelkova Lehota.

## Istoric
Localitatea Čičmany este atestată documentar din 1200.

## Demografie
| An:                | 1994 | 2004    | 2014    | 2024    |
| ------------------ | ---- | ------- | ------- | ------- |
| Număr de persoane: | 281  | 204     | 152     | 124     |
| Diferență:         |      | −27,40% | −25,49% | −18,42% |

| An:                | 2023 | 2024   |
| ------------------ | ---- | ------ |
| Număr de persoane: | 121  | 124    |
| Diferență:         |      | +2,47% |